# American Journal of Physical Anthropology
L’American Journal of Physical Anthropology est une revue scientifique évaluée par les pairs et le journal officiel de l'Association Américaine des Anthropologues Physiques. Elle a été créée en 1918 par Aleš Hrdlička (Musée National d'Histoire Naturelle).
Le journal couvre le domaine de l'anthropologie physique, une discipline que Hrdlička définit dans la première série comme «l'étude de l'anatomie raciale, de la physiologie et de la pathologie». L’Institut Wistar de l'Anatomie et de la Biologie était l'éditeur d'origine. Avant le lancement de la publication, il y avait peu de publications scientifiques aux États-Unis sur l'anthropologie physique. Les scientifiques qui espéraient en apprendre plus sur les dernières découvertes devaient souvent attendre plusieurs mois, voire des années, avant d'accéder aux derniers travaux dans les bibliothèques à travers le pays. En plus de ses livraisons mensuelles, l'association publie également deux suppléments, l’Annuaire de l'Anthropologie Physique et un supplément pour les réunions.

## L'histoire
Au XIXe et début du XXe siècle, l'anthropologie se tient dans un milieu sujet au racialisme et à l'eugénisme[réf. nécessaire]. Hrdlička met l'éminent eugéniste Charles Davenport au comité de rédaction, et a utilisé sa connexion à Madison Grant pour obtenir le financement de son nouveau journal. Hrdlička était frileux sur la génétique et la statistique, et les écarts-types n'étaient pas autorisés à entrer dans son journal, au cours de ses 24 ans en tant que rédacteur en chef[réf. non conforme]. Après sa mort, le journal a continué comme l'organe de l'Association Américaine des Anthropologues Physiques, que Hrdlička avait fondé en 1930.

## Adaptation
Comme le domaine de l'anthropologie physique, la revue a grandi et s'est développée dans les domaines de la recherche bien au-delà de ses origines. Il publie des recherches dans des domaines tels que la paléontologie, l'ostéologie, l'anatomie, la biologie, la génétique, la primatologie, et la science médico-légale.

## Impact
En 2009, le journal a été sélectionné par la Special Libraries Association comme l'un des top 10 des plus influents journaux du siècle dans les domaines de la biologie et de la médecine, avec l’American Journal of Botany, British Medical Journal, Journal de la Paléontologie, Journal de l'American Medical Association, Journal de la Zoologie, de la Nature, New England Journal of Medicine, les actes de l'Académie Nationale des Sciences, et de la Science. Selon le Journal Citation Reports, en 2011, son facteur d'impact est 2.824, soit 6e sur 79 dans la catégorie « Anthropologie » et 23 sur 45 dans la catégorie «Biologie de l'Évolution». En outre, le journal a obtenu le plus de citations dans la catégorie « Anthropologie » chaque année depuis plus d'une décennie.

## Annuaire de l'Anthropologie Physique
Le Yearbook of Physical Anthropology est un supplément annuel revu par les pairs du American Journal of physical Anthropology, qui fournit une couverture plus large de la discipline.